# Nesomyrmex angulatus
Nesomyrmex angulatus is een mierensoort uit de onderfamilie van de Myrmicinae. De wetenschappelijke naam van de soort is voor het eerst geldig gepubliceerd in 1862 door Mayr.